# Batalla de Útica
La batalla de Útica (240 a. C.) enfrentó al ejército cartaginés al mando de Hannón el Grande contra los mercenarios rebelados durante la guerra de los Mercenarios. Los mercenarios, inicialmente derrotados, abandonaron el asedio de la ciudad de Útica. Tras tomar posesión, Hannón descuidó las defensas y los rebeldes se reorganizaron para expulsar a las tropas del cartaginés.